# آنژین واریانت
آنژین واریانت، که به عنوان آنژین پرینزمتال، آنژین وازواسپاستیک، آنژین معکوس، اسپاسم عروق کرونر یا وازواسپاسم عروق کرونر نیز شناخته می‌شود، یک سندرم است که معمولاً شامل آنژین (درد قفسه سینه قلبی) است. آنژین واریانت با آنژین پایدار متفاوت است، زیرا معمولاً در افرادی که در حالت استراحت یا حتی خواب هستند، رخ می‌دهد، در حالی که آنژین پایدار معمولاً با فعالیت بدنی یا ورزش شدید تحریک می‌شود. آنژین واریانت ناشی از وازواسپاسم است، که به تنگ شدن عروق کرونر به دلیل انقباض بافت عضلانی صاف قلب در دیواره‌های عروق اشاره دارد. در مقایسه، آنژین پایدار ناشی از انسداد دائمی این عروق به دلیل آترواسکلروزیس است، که به تجمع پلاک چربی و سخت شدن عروق اشاره دارد.

## علائم و نشانه‌ها
در مقایسه با افرادی که دچار آنژین ثانویه به آترواسکلروزیس هستند، افرادی که به آنژین واریانت مبتلا هستند معمولاً جوان‌تر بوده و عوامل خطر کمتری برای بیماری عروق کرونر دارند، به جز سیگار کشیدن که یک عامل خطر شایع و مهم برای هر دو نوع آنژین است. افراد مبتلا معمولاً دچار حملات مکرر درد قفسه سینه غیرقابل توضیح (به عنوان مثال، در غیاب فعالیت بدنی و در هنگام خواب یا ساعات اولیه صبح) می‌شوند که شامل سفتی در گلو، فشار در قفسه سینه، سرگیجه، تعریق زیاد و/یا کاهش تحمل ورزش است که برخلاف آنژین مرتبط با آترواسکلروزیس، معمولاً به انفارکتوس میوکارد (حمله قلبی) منجر نمی‌شود. برخلاف موارد آنژین پایدار مرتبط با آترواسکلروزیس، این علائم معمولاً به فعالیت بدنی مربوط نمی‌شوند و در شب یا ساعات اولیه صبح بروز می‌کنند.با این حال، افرادی که دچار آنژین ناپایدار مرتبط با آترواسکلروزیس هستند نیز ممکن است علائم مشابهی در شب تا ساعات اولیه صبح نشان دهند که به فعالیت بدنی مربوط نیست.
معاینه قلبی افراد مبتلا به آنژین واریانت معمولاً در غیاب علائم فعلی طبیعی است. دو سوم از این افراد آترواسکلروزیس همزمان در یک عروق کرونر اصلی دارند، اما معمولاً میزان آن خفیف است یا با شدت علائم آن‌ها تناسبی ندارد. افرادی که دچار انسداد آترواسکلروزیس ≥۷۰٪ در یک عروق کرونر واحد هستند یا شامل چندین عروق کرونر می‌شوند، مستعد توسعه نوعی از آنژین واریانت هستند که پیش‌آگهی بدتری نسبت به بیشتر اشکال دیگر این بیماری دارد. در این افراد و همچنین در درصد کمی از افرادی که آترواسکلروزیس قابل توجهی در عروق کرونر خود ندارند، حملات اسپاسم عروق کرونر می‌تواند با بروز علائم بسیار جدی‌تری مانند غش، شوک و ایست قلبی همراه باشد. معمولاً، این تظاهرات نشان‌دهنده توسعه حمله قلبی و/یا آریتمی قلبی بالقوه کشنده است؛ این افراد نیاز به مداخله پزشکی فوری و همچنین بررسی وجود و رژیم‌های درمانی خاص برای اختلال خود دارند.
یک کاردیولوژیست زمانی باید به آنژین واریانت مشکوک شود که: الف) علائم یک فرد در حالت استراحت یا در حین خواب رخ می‌دهد؛ ب) علائم یک فرد به صورت خوشه‌ای بروز می‌کند؛ ج) فردی با سابقه آنژین در حین تست استرس تردمیل دچار آنژین نمی‌شود (آنژین واریانت تحمل فعالیت بدنی دارد)؛ د) فردی با سابقه آنژین هیچ نشانه‌ای از سایر اشکال بیماری قلبی نشان نمی‌دهد؛ و/یا ه) فردی که ویژگی‌های بیماری قلبی آترواسکلروتیک عروق کرونر را ندارد، سابقه غش غیرقابل توضیح دارد.
شکایات از درد قفسه سینه باید بلافاصله برای بررسی نوار قلب (ECG) غیرطبیعی مورد بررسی قرار گیرد. تغییرات ECG که با آنژین واریانت سازگار است اما نشان‌دهنده آن نیست، شامل افزایش به جای کاهش در بخش ST یا افزایش بخش ST به همراه گسترش موج R برای ایجاد یک قله QRS تک و عریض به نام «منوفازیک کِرو» است. در ارتباط با این تغییرات ECG، ممکن است افزایش‌های کوچکی در سطح آنزیم‌های خونی نشانگر آسیب قلبی، به ویژه در طول حملات طولانی، وجود داشته باشد. برخی از افراد با آنژین واریانت معمولی ممکن است در طول درد آنژین، کاهش به جای افزایش در بخش‌های ST نوار قلب خود نشان دهند؛ آن‌ها همچنین ممکن است در طول حملات آنژین، موج‌های U جدیدی را در نوار قلب خود نشان دهند.
یک درصد قابل توجهی از افرادی که دچار آنژین واریانت هستند، دوره‌های بدون علامت اسپاسم عروق کرونر دارند. این دوره‌ها ممکن است بسیار بیشتر از آنچه که انتظار می‌رود، رخ دهند، باعث ایسکمی میوکارد (یعنی جریان خون ناکافی به بخش‌هایی از قلب) شوند و با اختلالات بالقوه جدی در ریتم ضربان قلب، یعنی آریتمی‌ها، همراه باشند. تنها مدرک وجود آنژین واریانت کاملاً بدون علامت، شناسایی تغییرات تشخیصی در نوار قلب (ECG) است که به‌طور تصادفی انجام شده باشد.

## عوامل خطر
گزارش شده است برخی از عوامل می‌تواند حمله آنژین واریانت را تحریک کند. این عوامل شامل موارد زیر هستند:
- عوامل تفریحی (مانند نیکوتین در تنباکو و اشکال دیگر، نوشیدنی‌های الکلی، ماری جوانا، کوکائین).
- محرک‌های شبه کاتکول‌آمین (مانند اپی نفرین، دوپامین، آمفتامین‌های مختلف).
- داروی منقبض کننده رحم، ارگومترین؛
- داروهای پاراسمپاتومیمتیک (مانند استیل‌کولین، متاکولین)؛
- داروهای ضد میگرن (مانند تریپتان‌های مختلف)؛
- داروهای شیمی‌درمانی (مانند ۵-فلوراوراسیل، کپسیتابین).
- مصرف زیاد نوشیدنی‌های انرژی‌زا با انواع آنژین مرتبط است.
- کافئین

علاوه بر این، هایپرونتاسیون و تقریباً هر رویداد عاطفی یا فیزیکی استرس‌زا (مانند قرار گرفتن در معرض سرما) که مشکوک به ایجاد افزایش قابل توجهی در سطح کاتکول‌آمین‌ها در خون باشد، می‌تواند حمله آنژین واریانت را تحریک کند. این افزایش در کاتکول‌آمین‌ها می‌تواند منجر به اسپاسم عروق کرونر و در نتیجه بروز علائم آنژین شود.

## مکانیسم
مکانیسمی که باعث اسپاسم عروقی شدید می‌شود و منجر به تنگی بالینی قابل توجه عروق کرونر می‌گردد، هنوز ناشناخته است، اما سه فرضیه مرتبط وجود دارد:
1. افزایش انقباض‌پذیری عضله صاف عروق کرونر به دلیل کاهش دسترسی بیولوژیکی نیتریک اکسید ناشی از نقص در آنزیم سنتاز نیتریک اکسید اندوتلیال که منجر به اختلالات عملکرد اندوتلیال می‌شود.[۷][۱۰][۱۱]
  - استیل‌کولین به‌طور معمول توسط سیستم عصبی پاراسمپاتیک (PSNS) در حالت استراحت آزاد می‌شود و باعث گشاد شدن عروق کرونر می‌گردد.[۱۲]در حالی که استیل‌کولین از طریق یک مکانیسم مستقیم باعث انقباض عضلات صاف عروقی می‌شود، همچنین سلول‌های اندوتلیال را تحریک می‌کند تا نیتریک اکسید (NO) تولید کنند. نیتریک اکسید سپس از سلول‌های اندوتلیال خارج شده و باعث آرامش سلول‌های عضله صاف نزدیک می‌شود. در دیواره‌های شریانی سالم، آرامش غیرمستقیم کلی که توسط استیل‌کولین (از طریق نیتریک اکسید) ایجاد می‌شود، تأثیر بیشتری نسبت به هر انقباضی که ایجاد می‌شود، دارد.
  - زمانی که اندوتلیوم دچار اختلال عملکرد باشد، تحریک با استیل‌کولین قادر نخواهد بود نیتریک اکسید تولید کند یا تنها مقدار بسیار کمی از آن را تولید خواهد کرد؛ بنابراین، استیل‌کولینی که توسط سیستم عصبی پاراسمپاتیک در حالت استراحت آزاد می‌شود، تنها باعث انقباض عضلات صاف عروقی خواهد شد.
2. ترومبوکسان A2، سروتونین، هیستامین و اندوتلین منقبض‌کننده‌های عروقی هستند که توسط پلاکت‌های فعال‌شده آزاد می‌شوند یا باعث آزاد شدن آن‌ها می‌شوند. فعال‌سازی غیرطبیعی پلاکت (مثلاً توسط لیپوپروتئین (a) که با فیبرینولیز تداخل می‌کند و با رقابت با پلاسمینوژن باعث اختلال در فیبرینولیز و ترویج فعال‌سازی پلاکت‌ها می‌شود) منجر به آزاد شدن این واسطه‌ها و اسپاسم عروق کرونر می‌شود.[۱۳][۷][۱۴]
3. افزایش فعالیت گیرنده‌های آلفا-آدرنرژیک در شریان‌های کرونر اپی‌کاردی یا آزادسازی بیش از حد کاتکول‌آمین‌های «فرار یا مبارزه» (مانند نوراپی‌نفرین) که این گیرنده‌ها را فعال می‌کنند، می‌تواند منجر به اسپاسم عروق کرونر شود.[۵][۷][۱۵]

عوامل دیگری که به عنوان مرتبط با آنژین واریانت در نظر گرفته می‌شوند شامل: هایپرکانترک‌تیلی ذاتی عضله صاف شریان‌های کرونر؛ وجود بیماری شریان کرونر آترواسکلروتیک قابل توجه و کاهش فعالیت سیستم عصبی پاراسمپاتیک (که به‌طور معمول وظیفه گشاد کردن عروق خونی را دارد) هستند.

## تشخیص

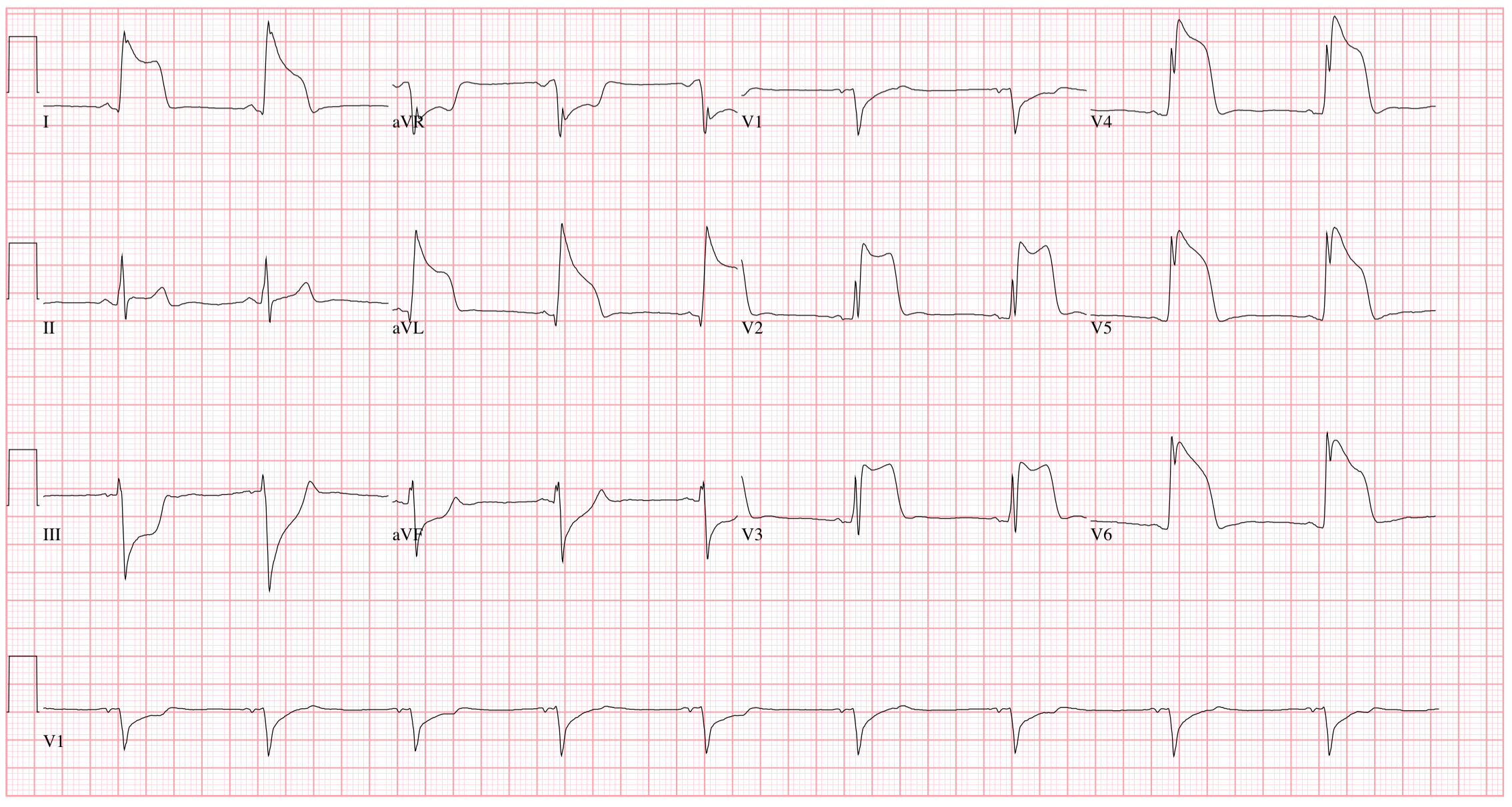
آنژین پرینزمتال

اگرچه آنژین واریانت در حدود ۲٪ تا ۱۰٪ از بیماران آنژین مستند شده است، اما ممکن است توسط کاردیولوژیست نادیده گرفته شود، زیرا آن‌ها پس از رد کردن آنژین معمولی، ارزیابی‌های بیشتر را متوقف می‌کنند. افرادی که دچار درد قفسه سینه قلبی می‌شوند معمولاً به‌طور تجربی به عنوان «سندرم کرونر حاد» درمان می‌شوند و بلافاصله برای بررسی افزایش سطح آنزیم‌هایی مانند ایزوزنیم‌های کراتین کیناز یا تروپونین که نشانگرهای آسیب قلبی هستند، آزمایش می‌شوند. همچنین با گرفتن ECG که ممکن است آنژین واریانت را نشان دهد اگر افزایش‌هایی در بخش ST یا افزایش بخش ST به همراه گسترش موج R در طول علائم ناشی از یک عامل تحریک‌کننده (مانند ارگومترین یا استیل‌کولین) نشان دهد. الکتروکاردیوگرام ممکن است کاهش‌هایی به جای افزایش‌ها در بخش‌های ST نشان دهد، اما در تمام موارد قابل تشخیص، علائم بالینی باید به سرعت تسکین یابند و تغییرات ECG باید به سرعت با نیتروگلیسیرین زیر زبانی یا وریدی سریع‌العمل معکوس شوند. با این حال، استاندارد طلایی برای تشخیص آنژین واریانت، تصویربرداری از شریان‌های کرونر با آنژیوگرافی قبل و بعد از تزریق یک عامل تحریک‌کننده مانند ارگونویین، متیل‌ارگونوین یا استیل‌کولین برای ایجاد یک حمله اسپاسم عروقی است. یک تست مثبت به این عوامل القایی به عنوان تنگی ≥۹۰٪ (برخی از کارشناسان نیاز به تنگی کمتر، مثلاً ≥۷۰٪ دارند) از شریان‌های درگیر تعریف می‌شود. معمولاً این تنگی‌ها به‌طور کامل با نیتروگلیسیرین سریع‌العمل معکوس می‌شوند.
افرادی که دچار آنژین واریانت هستند ممکن است دارای دوره‌های فراوان بدون علامت اسپاسم شریان کرونر باشند که با جریان خون ضعیف به بخش‌هایی از قلب و در نتیجه آریتمی‌های قلبی غیرمنظم و بالقوه جدی همراه است؛ بنابراین، افراد مبتلا به آنژین واریانت باید به‌طور متناوب برای این موضوع با استفاده از پایش قلبی سرپایی بلندمدت ارزیابی شوند.

## پیشگیری
روش‌های متعددی برای جلوگیری از حملات آنژین واریانت توصیه می‌شود. افراد مبتلا نباید از محصولات دارای تنباکو استفاده کنند. ترک سیگار به‌طور قابل توجهی شیوع حملات آنژین واریانت گزارش شده توسط بیماران را کاهش می‌دهد. آن‌ها همچنین باید از هر عاملی که می‌دانند می‌تواند این حملات را تحریک کند، مانند استرس عاطفی، هیپرونتیلاسیون، قرار گرفتن غیرضروری در معرض سرما و فعالیت‌های صبحگاهی، پرهیز کنند. همچنین باید از هر یک از داروهای تفریحی و درمانی که در بخش‌های علائم و نشانه‌ها و عوامل خطر ذکر شده‌اند و همچنین مسدودکننده‌های گیرنده‌های بتا مانند پروپرانولول که به‌طور نظری می‌تواند اسپاسم عروقی را با مهار اثر گشادکننده عروقی گیرنده‌های بتا-۲ که توسط محرک‌های طبیعی این گیرنده‌ها یعنی اپی‌نفرین میانجی‌گری می‌شود، بدتر کند، پرهیز کنند. علاوه بر این، آسپرین باید با احتیاط و در دوزهای پایین استفاده شود، زیرا در دوزهای بالا تولید گشادکننده عروقی طبیعی، پروستاگلاندین را مهار می‌کند.

## درمان

### حملات حاد
در طول حملات حاد، افراد معمولاً به فرمولاسیون‌های نیتروگلیسیرین زیر زبانی، وریدی یا اسپری سریع‌العمل به خوبی پاسخ می‌دهند. شروع تسکین علائم در پاسخ به تجویز وریدی، که در حملات شدیدتر آنژین استفاده می‌شود، تقریباً بلافاصله اتفاق می‌افتد، در حالی که فرمولاسیون‌های زیر زبانی در عرض ۱ تا ۵ دقیقه عمل می‌کنند. فرمولاسیون‌های اسپری نیز به حدود ۱ تا ۵ دقیقه زمان نیاز دارند تا اثر کنند.

### بقا
به عنوان درمان نگهدارنده، قرص‌های نیتروگلیسیرین زیر زبانی می‌توانند ۳ تا ۵ دقیقه قبل از انجام فعالیتی که باعث آنژین می‌شود، توسط درصد کمی از بیمارانی که به ندرت دچار آنژین می‌شوند و فقط در حین انجام چنین فعالیتی دچار آن می‌گردند، مصرف شوند. برای اکثر افراد مبتلا، داروهای ضد آنژین به عنوان درمان نگهدارنده برای جلوگیری از حملات آنژین واریانت استفاده می‌شوند. مسدودکننده‌های کانال کلسیم از کلاس دی‌هیدروپیریدین (مانند نیفدیپین و آملودیپین) یا کلاس غیر دی‌هیدروپیریدین (مانند وراپامیل و دیلتیازم) به عنوان داروهای خط اول برای جلوگیری از حملات آنژین در نظر گرفته می‌شوند. نیتروگلیسیرین‌های طولانی‌اثر مانند ایزوسوربید دی نیترات یا استفاده متناوب از نیتروگلیسیرین کوتاه‌اثر (برای درمان علائم حاد) ممکن است، در افرادی که به این مسدودکننده‌ها به‌طور بهینه پاسخ نمی‌دهند، به رژیم مسدودکننده‌های کانال کلسیم اضافه شود.
با این حال، افراد معمولاً به اثر بخشی فرمولاسیون‌های نیتروگلیسیرین طولانی‌اثر که به‌طور مداوم استفاده می‌شوند، تحمل یا مقاومت پیدا می‌کنند. یکی از استراتژی‌ها برای جلوگیری از این مشکل، برنامه‌ریزی دوره‌های بدون نیتروگلیسیرین به مدت ۱۲ تا ۱۴ ساعت بین دوزهای فرمولاسیون‌های نیتروگلیسیرین طولانی‌اثر است.افرادی که علائم آن‌ها به خوبی با مسدودکننده‌های کلسیم کنترل نمی‌شود، ممکن است از اضافه کردن نیتروگلیسیرین طولانی‌اثر و/یا یک مسدودکننده کانال کلسیم دوم از کلاس متفاوت نسبت به مسدودکننده‌ای که در حال حاضر استفاده می‌شود، بهره‌مند شوند. با این حال، حدود ۲۰٪ از افراد به‌طور کافی به رژیم دو دارویی مسدودکننده کلسیم به همراه نیتروگلیسیرین طولانی‌اثر پاسخ نمی‌دهند. اگر این افراد دچار انسداد دائمی قابل توجهی در شریان‌های کرونر خود باشند، ممکن است از قرار دادن استنت در شریان‌های مسدود شده خود بهره‌مند شوند. با این حال، قرار دادن استنت کرونر در افرادی که به داروها مقاوم هستند و انسداد ارگانیک قابل توجهی در شریان‌های کرونر خود ندارند، ممنوع است.
برای افرادی که به داروها مقاوم هستند و انسدادی ندارند، داروهای دیگر که کمتر مورد بررسی قرار گرفته‌اند ممکن است تسکین علائم را فراهم کنند. استاتین‌ها، مانند فلوواستاتین، اگرچه در مطالعات بزرگ دو سوکور ارزیابی نشده‌اند، گزارش شده است که در کاهش حملات آنژین واریانت مفید هستند و باید در بیمارانی که مسدودکننده‌های کلسیم و نیتروگلیسیرین نتوانسته‌اند نتایج خوبی به دست آورند، در نظر گرفته شوند. همچنین، استفاده از مهارکننده‌های رو-کیناز، مانند فاسودیل (که در ژاپن و چین موجود است اما در ایالات متحده نیست)و مسدودکننده‌های گیرنده‌های آلفا-۱ آدرنرژیک مانند پرازوسین (که وقتی فعال می‌شوند، باعث گشاد شدن عروق می‌گردند) نیز مورد توجه قرار گرفته است، اما نیاز به مطالعات بیشتری برای حمایت از کارایی بالینی آن‌ها در آنژین واریانت وجود دارد.

### اورژانس
افرادی که دچار عوارض شدید خاصی از آنژین واریانت هستند، نیاز به درمان فوری دارند. افرادی که با اختلالات ریتم قلبی بالقوه کشنده یا سابقه غش‌های دوره‌ای به دلیل چنین آریتمی‌هایی مراجعه می‌کنند، نیاز به کاشت دفیبریلاتور داخلی و/یا پیس‌میکر قلبی دارند تا این آریتمی‌ها را متوقف کرده و ضربان قلب طبیعی را بازگردانند.سایر عوارض نادر اما شدید آنژین واریانت، مانند انفارکتوس میوکارد، نارسایی قلبی شدید و شوک قلبی، نیاز به همان مداخلات پزشکی فوری دارند که برای سایر علل این شرایط بحرانی استفاده می‌شود. در تمام این موارد اضطراری، مداخله کاتتریزاسیون قلبی از طریق پوست برای قرار دادن استنت در نواحی که شریان‌های کرونر دچار اسپاسم هستند، تنها در افرادی که در آنژیوگرافی کرونر آتروسکلروز همزمان دارند، مفید است.

## پیش آگهی
بیشتر افراد مبتلا به آنژین واریانت پیش‌آگهی مطلوبی دارند، به شرطی که تحت درمان با مسدودکننده‌های کلسیم و/یا نیتروگلیسیرین‌های طولانی‌اثر قرار گیرند؛ نرخ بقای پنج ساله در این گروه بیش از ۹۰٪ تخمین زده می‌شود. انجمن اسپاسم کرونر ژاپن یک سیستم امتیازدهی خطر بالینی برای پیش‌بینی نتایج آنژین واریانت ایجاد کرده است. هفت عامل اصلی (یعنی سابقه ایست قلبی خارج از بیمارستان [امتیاز = ۴]؛ سیگار کشیدن، آنژین در حالت استراحت، بیماری شریان کرونر با انسداد فیزیکی و اسپاسم در چندین شریان کرونر [امتیاز = ۲]؛ و وجود بالا رفتن قطعه ST در نوار قلب و سابقه استفاده از بتا بلاکرها [امتیاز = ۱]) اختصاص داده شده است. افرادی که امتیاز ۰ تا ۲، ۳ تا ۵ و ≥۶ داشتند، به ترتیب در ۲٫۵، ۷٫۰ و ۱۳٫۰٪ موارد دچار یک رویداد قلبی عروقی عمده شدند.

## تاریخچه
ویلیام هبردن اولین کسی است که در یک نشریه در سال ۱۷۶۸ به توصیف وقوع حملات درد قفسه سینه (یعنی آنژین پکتوریس) پرداخته که به دلیل انسداد پاتولوژیک شریان‌های کرونر رخ می‌دهد. این حملات با ورزش یا سایر اشکال فعالیت بدنی تحریک می‌شدند و با استراحت و نیتروگلیسیرین تسکین می‌یافتند. در سال ۱۹۵۹، مایرون پرینزمتال نوعی از آنژین را توصیف کرد که با موارد کلاسیک آنژین هبردن متفاوت بود، زیرا معمولاً در غیاب ورزش یا فعالیت بدنی رخ می‌داد. در واقع، این نوع آنژین غالباً بیماران را از خواب طبیعی خود بیدار می‌کرد. آنژین واریانت از آنژین کلاسیکی که هبردن توصیف کرده بود، متفاوت بود، زیرا به دلیل اسپاسم عروقی اپیزودیک شریان‌های کرونر که معمولاً به وسیله فرآیندهای پاتولوژیک مانند آتروسکلروز، آمبولی یا دیسکسیون خودبخودی مسدود نشده بودند، ظاهر می‌شد.آنژین واریانت در دهه ۱۹۳۰ توسط نویسندگان دیگری دو بار توصیف شده و در سال ۱۹۷۳ توسط کِمپ به عنوان سندرم قلبی X (CSX) نامیده شد، به بیماران با آنژین ناشی از ورزش اشاره داشت که با این حال آنژیوگرافی کرونر نرمال داشتند. اکنون CSX به عنوان آنژین میکروواسکولار شناخته می‌شود، یعنی آنژینی که به دلیل بیماری شریان‌های کوچک قلب ایجاد می‌شود.
برخی ویژگی‌های کلیدی آنژین واریانت شامل درد قفسه سینه است که به‌طور همزمان با افزایش‌های قطعه ST در نوار قلب همراه است، که معمولاً در ساعات پایانی شب یا اوایل صبح در افرادی که در حالت استراحت، در حال انجام فعالیت‌های غیر شدید یا خواب هستند، رخ می‌دهد و با انسداد دائمی عروق کرونر آن‌ها همراه نیست. این اختلال به نظر می‌رسد بیشتر در زنان نسبت به مردان رخ می‌دهد و شیوع بالایی در مردان و زنان ژاپنی دارد و افرادی را تحت تأثیر قرار می‌دهد که ممکن است محصولات تنباکو مصرف کنند اما عوامل خطر قلبی عروقی دیگری را نشان نمی‌دهند.
با این حال، افرادی که علائم آنژین را نشان می‌دهند که با کاهش‌های قطعه ST در نوار قلب همراه است، که با فعالیت بدنی تحریک می‌شود و/یا دارای بیماری شریان کرونر آتروسکلروتیک هستند، هنوز هم به عنوان مبتلا به آنژین واریانت در نظر گرفته می‌شوند اگر علائم آن‌ها ناشی از اسپاسم شریان‌های کرونر باشد. در نهایت، موارد نادری ممکن است اسپاسم شریان کرونر بدون علامت را نشان دهند که با ایسکمی عضله قلب (یعنی محدودیت جریان خون و اکسیژن‌رسانی ضعیف) همراه است و تغییرات ایسکمیک در نوار قلب همزمان وجود دارد. اصطلاح آنژین واسپاستیک گاهی برای شامل کردن تمام این موارد غیرمعمول با موارد معمول آنژین واریانت استفاده می‌شود.در اینجا، آنژین واریانت به موارد معمول و غیرمعمول اشاره دارد.
برای بخشی از بیماران، آنژین واریانت ممکن است نشانه‌ای از یک اختلال عمومی‌تر انقباض عضله صاف اپیزودیک مانند میگرن، پدیده رینود یا آسم ناشی از آسپرین باشد. آنژین واریانت همچنین عارضه اصلی پری‌آرتریت کرونر ائوزینوفیلیک است که یک اختلال بسیار نادر ناشی از نفوذ گسترده ائوزینوفیل‌ها به آدونتیسیا و پری‌آدونتیسیا، یعنی بافت‌های نرم اطراف شریان‌های کرونر است.
آنژین واریانت همچنین از سندرم کونیس (که به آن سندرم حاد کرونر آلرژیک نیز گفته می‌شود) متفاوت است، جایی که تنگی شریان کرونر و علائم ناشی از واکنش‌های آلرژیک یا واکنش‌های ایمنی قوی به یک دارو یا ماده دیگر است. درمان سندرم کونیس به‌طور قابل توجهی با درمان آنژین واریانت متفاوت است.